# 深澤真紀
深澤 真紀（ふかさわ まき、1967年3月10日 - ）は、日本のコラムニスト、編集者。関西大学総合情報学部特任教授、タクトラボ代表。

## 経歴
東京都出身。埼玉県立浦和西高等学校、早稲田大学第二文学部社会専修卒業。在学中に『私たちの就職手帖』副編集長をつとめた。
いくつかの出版社で編集者をつとめ、1998年に企画会社タクト・プランニング設立。書籍・雑誌・ウェブのプロデュースや、また若者・男性・女性・食・旅などに関する執筆や講演を行う。
夫と二人暮らし。アトピーやアレルギーなどのため脱毛症になりカツラ生活を送り、デジタルグッズや文房具からキッチン用品まで道具好き、旅や食では同行者に引かれるほど徹底的に資料を調べるというオタク体質。またお笑いや、ガンダムなどのSFやアニメや漫画も好きだという。
2006年、日経ビジネスオンラインで「草食男子」・「肉食女子」を命名し（『草食男子世代――平成男子図鑑』光文社知恵の森文庫収録）、2009年流行語大賞トップテン受賞。
『女はオキテでできている――平成女図鑑』『結婚問題』「深澤真紀のニッポン女児論」などの「女性論」では、「幸せをめざすよりも、そこそこ機嫌良く生きることができたら、それでいいと思う」と述べ、『「そこそこ ほどほど」の生き方』、『考えすぎない生き方』、『働くオンナの処世術――輝かない がんばらない 話を聞かない』などでは、「自分をすりへらさずに長持ちさせる」「大事なときだけがんばればいい」と語り、上野千鶴子や津村記久子からも評価されている。自身を女オンチで女マニアだと語っている。
2010年5月より、フジテレビ『とくダネ!』のコメンテーターを務め、「ニッポンD級探訪」コーナーも担当している。2014年9月より、文化放送『大竹まこと ゴールデンラジオ!』の紳士交遊録にレギュラー出演。
2017年4月から2023年3月まで獨協大学経済学部特任教授を務めた。同年4月1日、関西大学総合情報学部特任教授に就任(東京から高槻キャンパスに通っている)。

## 草食男子をめぐって
2006年日経ビジネスオンラインで「草食男子」・「肉食女子」を命名し（『草食男子世代――平成男子図鑑』光文社知恵の森文庫収録）、2009年流行語大賞トップテン受賞。
深澤は当初、「草食男子」とは、「恋愛やセックスに「縁がない」わけではないのに「積極的」ではない、「肉」欲に淡々としている」「彼らは、異性の友人はおろか、異性の親友もいて、大事な存在。女子というものが、恋愛やセックスの対象だけではないことを知っている」と書いたが、女性に無縁で無気力な若者を指すという正反対の意味で流行した。流行語大賞授賞式では「草食男子については世界中から取材を受けていて、彼らのような存在は日本だけに生まれたのではないようだ。（草食男子は）評判の悪い部分があるが、私自身は、この難しい時代を「よりよく」より「ほどよく」生きていこうとする、古くて新しい男らしさを持った存在が草食男子だと思っており、面白くてすてきな存在として名前をつけた」と述べた。
命名者の意図と反対の意味で流通するようになった理由を、マスコミや広告代理店が車が売れない理由を「草食男子が物を買わないせいだ」と取り上げた事などを上げ、また「今の日本は安全で、若者は人も殺さない、交通事故はおこさない、薬物もしない。でもそうすると新聞には「若者の草食化」って書かれる」「若者が内向きと言うが、実際には留学生数は増えていて、アメリカに行く留学生が減っているだけ。若者をたたくことでガス抜きしたいのだろう」」とし、結果として「上の世代や女性に対して、ていのいい若者や男性叩きの言葉を与えてしまったと反省している」 と語っている。

## 著書
- 『思わず使ってしまうおバカな日本語』（祥伝社新書,2007年）
- 『くらたまとフカサワのアジアはらへり旅』（倉田真由美との共著,理論社,2008年）
- 『草食男子世代――平成男子図鑑』（光文社知恵の森文庫,2009年）
- 『考えすぎない生き方』（中経の文庫,2009年）
- 『女はオキテでできている――平成女図鑑』（春秋社,2010年）
- 『仕事の9割は「依頼術」で決まる』（双葉新書,2010年）
- 『結婚問題』（春秋社,2011年）
- 『働くオンナの処世術――輝かない がんばらない 話を聞かない』（日経BP,2011年）
- 『トーキョーはらへり散歩』（倉田真由美との共著,双葉社,2011年）
- 『「そこそこ ほどほど」の生き方』（中経の文庫,2012年）
- 『ニュースの裏を読む技術 「もっともらしいこと」ほど疑いなさい』（PHP新書,2013年）
- 『ダメをみがく　"女子"の呪いを解く方法』（津村記久子との共著,紀伊國屋書店,2013年、その後集英社文庫）
- 『日本の女は、100年たっても面白い。』（ベストセラーズ,2014年）